# 柳瀨隧道 (北陸自動車道)
柳瀨隧道（日语：／）是日本北陸自動車道（E8）上的一座高速公路隧道，位于木之本IC至敦賀JCT区间，穿越滋贺县長濱市与福井县敦賀市边界的伊吹山地，双洞四车道，上行线1,272米，下行线1,322米，1976年6月开工，1977年12月洞通，1980年4月7日建成通车。